# Крачинкі
Крачинкі (пол. Kraczynki) — село в Польщі, у гміні Пенчнев Поддембицького повіту Лодзинського воєводства.
Населення — 167 осіб (2011).
У 1975—1998 роках село належало до Серадзького воєводства.

## Демографія
Демографічна структура станом на 31 березня 2011 року:
|          | Загалом | Допрацездатний вік | Працездатний вік | Постпрацездатний вік |
| -------- | ------- | ------------------ | ---------------- | -------------------- |
| Чоловіки | 76      | 15                 | 49               | 12                   |
| Жінки    | 91      | 22                 | 42               | 27                   |
| Разом    | 167     | 37                 | 91               | 39                   |